# 斯維爾坎橋

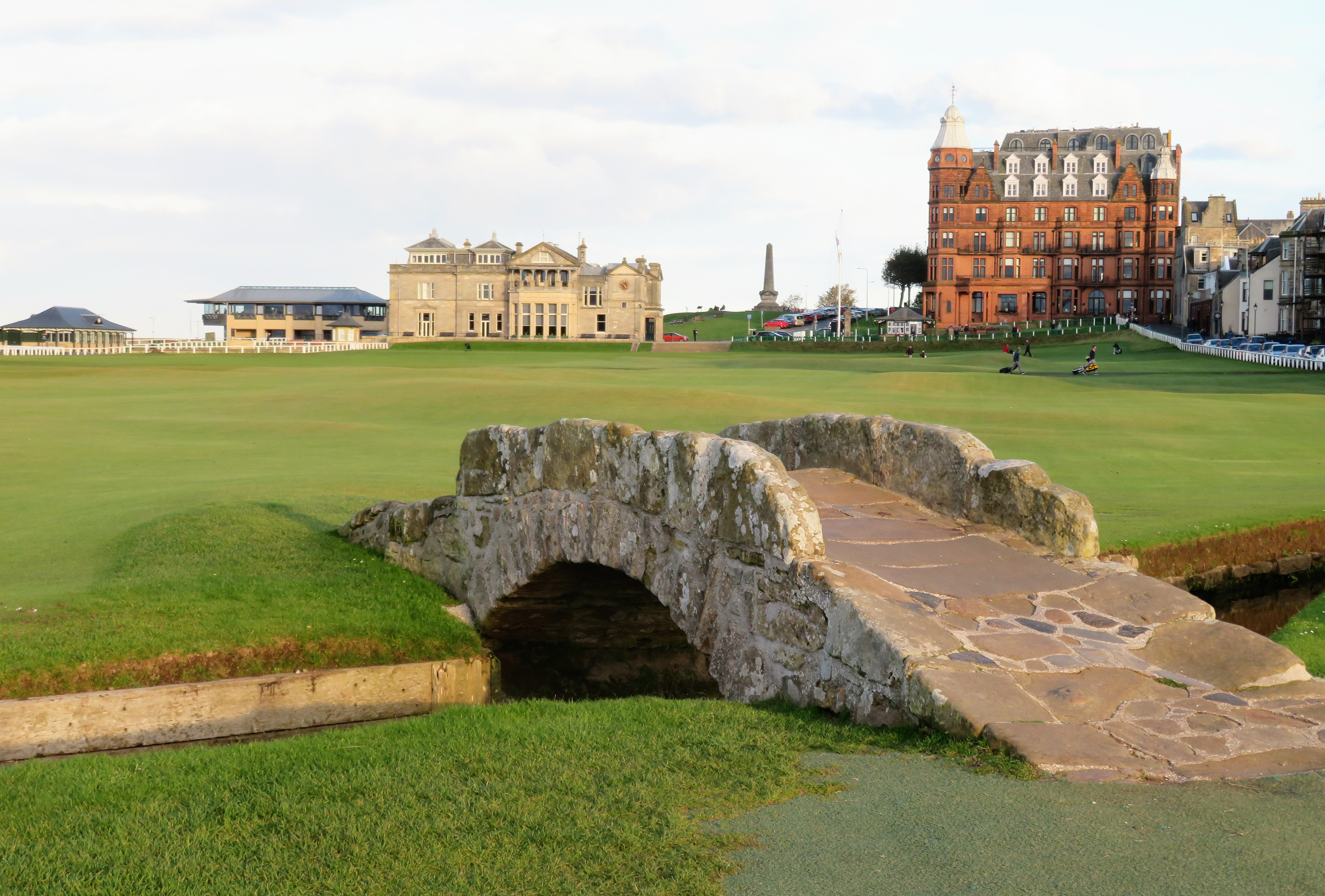

斯維爾坎橋（Swilcan Bridge）是一座位於英國蘇格蘭聖安德魯林克斯的小石橋。這座橋樑也是高爾夫界的象徵之一。

## 外部連結
- 维基共享资源上的相關多媒體資源：斯維爾坎橋